# زن (روزنامه)
زن روزنامه‌ای دارای مشی فمینیستی و اصلاح طلب بود که توسط فائزه هاشمی رفسنجانی و با سردبیری ابراهیم نبوی و سپس مسعود بهنود از ۱۷ مرداد ۱۳۷۷ تا ۱۷ فروردین ۱۳۷۸ منتشر گردید.

## خط مشی روزنامهزن
در اولین شماره این روزنامه آمده بود: «روزنامه بنا دارد با نگاه زنانه و برای زنان بنویسد».
خبر انتشار روزنامه زن توسط خبرگزاری‌های فرانسه و رویترز مخابره شد. خبرگزاری فرانس پرس می‌نویسد:"روزنامه زن در اولین شماره خود اذعان داشته که روزنامه‌ای فمنیستی نیست، بلکه در پی آنست که توازنی میان موقعیت مرد و زن ایجاد کند. روزنامه زن در نظر دارد با نگاهی به مشکلات زنان، حقوق اجتماعی آنان را به آنها بشناساند و خلاء موجود را پر کند."
روزنامه زن در ابتدای انتشار خود حاوی مطالب و مصاحبه‌هایی از زنان و چهره‌های اصلاح‌طلب همچون جمیله کدیور و معصومه ابتکار بود؛ اما با گذشت زمان و تغییر فضای سیاسی کشور و به تبع آن، تغییر موضع اصلاح‌طلبان نسبت به هاشمی رفسنجانی، رویکرد این روزنامه نسبت به جریان اصلاح‌طلبی تغییر کرد.علی مطهری نیز از منتقدان روزنامه زن روز بود.
روزنامه زن در کنار مسائل سیاسی به طرح مسائل مربوط به حقوق زنان نظیر مهریه، نفقه، ازدواج مجدد، اجتهاد زنان، حضانت و طلاق می‌پرداخت.

## توقیف
این روزنامه به دلیل درج اخبار سیاسی، نقد حجاب اسلامی، حمایت از فمنیسم، چاپ کاریکاتوری از داود احمدی مونس (آروین) پیرامون دیه زنان، و انتشار پیام تبریک نوروزی فرح پهلوی توسط جانشین مدیر تحریریه روزنامه، فرج بال‌افکن، ابتدا در بهمن ۱۳۷۷ به مدت دو هفته و بار دیگر در ۱۷ فروردین ۱۳۷۸ برای همیشه توقیف شد.
عیسی سحرخیز، عطاءالله مهاجرانی و فائزه هاشمی رفسنجانی در فروردین ۱۳۸۲ در رابطه با ویژه نامه روزنامه توقیف شده زن به دادگاه انقلاب اسلامی احضار شدند.